# Модель турбулентності К-епсилон
Модель турбулентності K-epsilon(k-ε) — найзагальніша модель, використана в Computational Fluid Dynamics(CFD), для моделювання середніх характеристик потоку для турбулентного режиму потоку. Це два рівняння моделі, які дають загальний опис турбулентності за допомогою двох рівнянь переносу (PDEs). Початковий імпульс для моделі K-epsilon було поліпшити модель змішування довжини, а також, щоб знайти альтернативу алгебраїчно наказуючи турбулентні шкали довжини в помірної до високої складності потоків.[1]
- Перша транспортована змінна визначає енергію в турбулентності і називаються турбулентна кінетична енергія (к).
- Друга транспортована змінна є турбулентною дисипацією (ε), яка визначає швидкість дисипації турбулентної кінетичної енергії.

## Принцип
На відміну від більш ранніх моделей турбулентності, к-ε модель орієнтована на механізми, які впливають на турбулентну кінетичну енергію.  Модель довжини вимішування відчуває недолік цього виду загальності.[2] Основне припущення цієї моделі є, що турбулентна в'язкість є ізотропічна, іншими словами, співвідношення між напругою Рейнольдса і середня швидкість деформації однакова у всіх напрямках.

## Стандартна K-ε модель турбулентності
Точні к-ε рівняння містять багато невідомих і незмірних термінів.  Для більш практичного підходу, модель турбулентності стандартної к-е (Launder and Spalding, 1974 [3]) використовується, який заснований на нашому кращому розумінні відповідних процесів, тим самим зводячи до мінімуму невідомих і представляючи набір рівнянь, які можуть бути  застосовуваними до великої кількості турбулентних додатків.
Для турбулентної кінетичної енергії k [4]
{\displaystyle {\partial (\rho k) \over \partial t}+{\partial (\rho ku_{i}) \over \partial x_{i}}={\partial  \over \partial x_{i}}\left[{\frac {\mu _{t}}{\sigma _{k}}}{\partial k \over \partial x_{i}}\right]+2\mu _{t}\mathrm {E} _{i,j}\mathrm {E} _{i,j}-\rho \epsilon }
Для розсіювання {\displaystyle \epsilon } [4]
{\displaystyle {\frac {\partial (\rho \epsilon )}{\partial t}}+{\frac {\partial (\rho \epsilon u_{i})}{\partial x_{i}}}={\frac {\partial }{\partial x_{j}}}\left[{\frac {\mu _{t}}{\sigma _{\epsilon }}}{\frac {\partial \epsilon }{\partial x_{j}}}\right]+C_{1\epsilon }{\frac {\epsilon }{k}}2{\mu _{t}}{E_{ij}}{E_{ij}}-C_{2\epsilon }\rho {\frac {\epsilon ^{2}}{k}}}
де
- {\displaystyle u_{i}} являє собою компонент швидкості у відповідному напрямку
- {\displaystyle E_{ij}} компонент швидкості деформації
- {\displaystyle \mu _{t}} представляє турбулентні в'язкості

{\displaystyle \mu _{t}=\rho C_{\mu }{\frac {k^{2}}{\epsilon }}}
Рівняння також складаються з деяких регульованих констант {\displaystyle {\displaystyle \sigma _{k}}\sigma _{k},{\displaystyle \sigma _{\epsilon }}\sigma _{\epsilon },{\displaystyle C_{1\epsilon }}C_{1\epsilon },{\displaystyle C_{2\epsilon }}C_{2\epsilon }}.  Значення цих констант прибули численні повторення даних, відповідних до широкого ряду турбулентних потоків. Вони є як зазначено нижче: [2]
{\displaystyle C_{\mu }=0.09{\displaystyle \sigma _{k}=1.00}\sigma _{k}=1.00{\displaystyle \sigma _{\epsilon }=1.30}\sigma _{\epsilon }=1.30{\displaystyle C_{1\epsilon }=1.44}C_{1\epsilon }=1.44{\displaystyle C_{2\epsilon }=1.92}C_{2\epsilon }=1.92}

## Додатки
Модель K-ε була спеціально розроблена для плоских шарів зсуву [5] і рециркуляційних потоків. [6]  Ця модель є найбільш широко використовувана і затверджена модель турбулентності з додатками, починаючи від промислових екологічних потоків, що пояснює його популярність.  Це, як правило, корисне для вільного зсуву шар протікає при відносно невеликих градієнтах тиску, а також в закритих потоках, де дотичні напруження Рейнольдса є найбільш важливими. [7]  Крім того, можна сказати, як найпростіша модель турбулентності, для якої тільки початкових і / або граничних умов треба подати.
Однак це більш дороге з точкою зору пам'яті, ніж модель довжиною змішання, оскільки вона вимагає два додаткових PDEs.  Ця модель була б недоречним вибором для таких проблем, як впускні і компресори, як точність була експериментально показано, бути зменшений для потоків, що містять великі негативні градієнти тиску .  Модель K-ε також виконується погано в безлічі важливих випадків, таких як необмежені потоки, [8] вигнутих прикордонних шарів, що обертаються потоки і потоки в не круглих каналах [ред].

## Інші методи
Реалізовані к-ε модель: Безпосередня вигода від реалізації моделі к-ε є те, що вона забезпечує поліпшені прогнози для поширення швидкості обидва плоских і круглих струменів.  Вона також демонструє чудову продуктивність для потоків, пов'язаних з обертанням, граничні шари під сильним тиском несприятливих градієнтів, поділу та рециркуляцію.  Практично в кожному ступеню порівняння, реалізовані к-ε демонструє чудову здатність захопити середній потік комплексних структур.
к-omega модель: використовуються, коли є стінні ефекти, присутні у випадках.
Модель рівняння напруг Рейнольдса: у разі складних турбулентних течій, моделі напруг Рейнольдса здатні забезпечити більш точні прогнози.[9] Такі потоки включають в турбулентних потоках з високим ступенем анізотропії, значні спрощення викривлення, поділу потоків, зон рециркуляції і впливом мають на увазі ефект обертання.